# Ansonia malayana
Ansonia malayana – gatunek azjatyckiego płaza bezogonowego z rodziny ropuchowatych (Bufonidae).

## Systematyka
Dawniej gatunek ten był szerzej ujmowany i stwierdzany w dużej części Półwyspu Malajskiego, ale część populacji mu przypisywanych okazała się należeć do innych gatunków. I tak, część południowotajlandzkich okazów przeniesiono w 2006 do opisanego rok wcześniej gatunku Ansonia kraensis, a w 2014 roku część populacji z półwyspowej Malezji zaliczono do nowo opisanego gatunku Ansonia lumut. Stwierdzenie z góry Gunung Tebu może w rzeczywistości dotyczyć Ansonia latiffi, ale potwierdzenie tego wymaga dalszych badań. W każdym razie Ansonia malayana zalicza się do rodzaju Ansonia, będąc jednym z 10 spotykanych w Tajlandii przedstawicieli tego rodzaju płazów spośród 38 gatunków rodzaju Ansonia w ogólności. Umiejscowienie tego rodzaju w obrębie rodziny ropuchowatych (Bufonidae) stanowi przedmiot debaty, wydaje się on bliskim krewnym rodzaju Pelophryne, a następnie wyróżnianej przez niektórych autorów podrodziny Adenominae.

## Rozmieszczenie geograficzne
Ropucha ta występuje na terenie Tajlandii i Malezji (Azja Południowo-Wschodnia). W przypadku Tajlandii zamieszkuje tereny leżące na południu państwa w obrębie prowincji Yala, Pattani i Narathiwat, a także wyspę Phuket. Jeśli o Malezję chodzi, płaz zamieszkuje północ i północny zachód części Półwyspu Malajskiego należącej do tego państwa. Międzynarodowa Unia Ochrony Przyrody (IUCN) podejrzewa jednak, że rzeczywisty zasięg występowania tego zwierzęcia jest obszerniejszy, niż wynikałoby to z dotychczasowych spotkań z płazem.

## Cykl życiowy
Rozród opisywanej ropuchy zachodzi w wodzie. Występuje forma larwalna, czyli kijanka, rozwijająca się w strumieniach.

## Ekologia
Płaz bytuje na wysokościach od 600 do 1300 m nad poziomem morza.
Siedliskiem tego gatunku są tropikalne lasy o dużej wilgotności. Zasiedla on zarówno lasy na terenach pagórkowatych, jak i górskie. IUCN wspomina o osobnikach dorosłych spotykanych w nocy na głazach i na niskiej roślinności zarówno w pobliżu, jak i z dala od strumieni.

## Status zagrożenia i ochrona
W Czerwonej księdze gatunków zagrożonych IUCN płaz ten klasyfikowany jest jako gatunek najmniejszej troski (LC, ang. Least Concern).
Wedle IUCN w Malezji płaz ten występuje pospolicie, status populacji na tajlandzkiej wyspie Phuket nie jest znany. Także trend całkowitej liczebności gatunku nie jest znany.
IUCN z lokalnych zagrożeń wymienia jedynie możliwe przyszłe wylesianie, zwłaszcza na wyspie Phuket, a także związane z nim zamulanie strumieni, w których rosną larwy tej ropuchy:
Płaz ten zamieszkuje kilka terenów chronionych. Dodatkowo chroni go prawodawstwo Tajlandii.